# 穂別駅

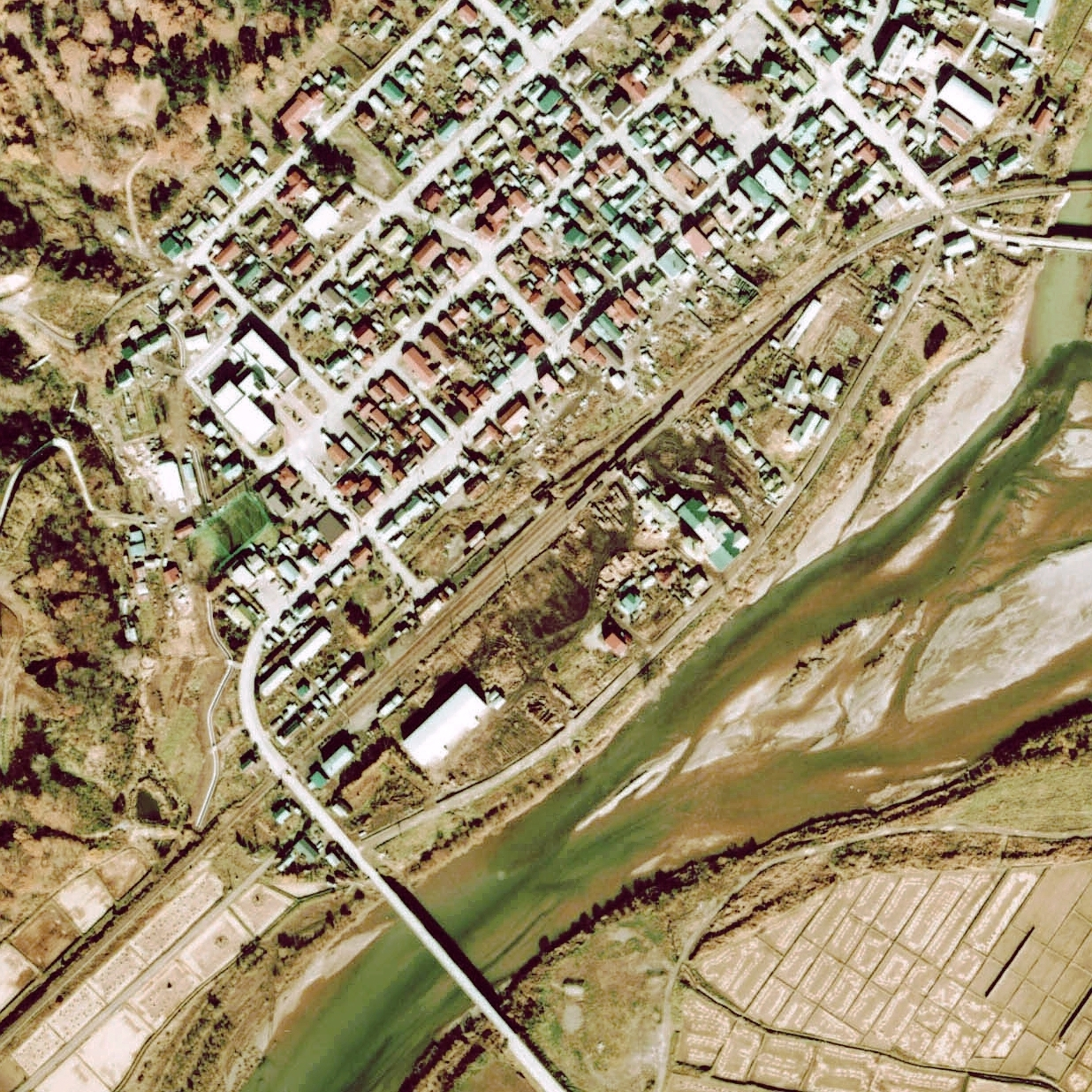
1975年の穂別駅と周囲約750m範囲。右上側が日高町方面。

穂別駅（ほべつえき）は、かつて北海道（胆振支庁）勇払郡穂別町（現・むかわ町）字穂別に設置されていた、日本国有鉄道（国鉄）富内線の駅（廃駅）である。電報略号はホツ。事務管理コードは▲132306。

## 歴史
- 1923年（大正12年）11月11日 - 北海道鉱業鉄道金山線生鼈駅（後の旭岡駅） - 辺富内駅（後の富内駅）間の延伸開通に伴い、開業[4][5]。一般駅[1]。
- 1924年（大正13年）3月3日 - 北海道鉱業鉄道が社名を北海道鉄道（2代目）に改称し、それに伴い同鉄道の駅となる[5]。
- 1929年（昭和4年）- 鵡川の木材流送が穂別の土場までとなる[6]。
- 1931年（昭和6年）7月 - 王子製紙が陸揚網場を字中島付近に設け、穂別 - 富内間から分岐する引き込み線を敷設して原木輸送を行う協定を結ぶ[7]（敷設時期不明。作業距離は全国専用線一覧昭和25年版および同32年版で 2.3km。）。
- 1943年（昭和18年）8月1日 - 北海道鉄道が戦時買収により国有化され、路線名を富内線に改称、それに伴い同線の駅となる[5]。
- 1948年（昭和23年） - 穂別炭鉱からの貨物（石炭）取り扱い開始。1956年に約5,000t/月の規模となるものの、1965年閉山。
- 1982年（昭和57年）10月1日 - 貨物の取り扱いを廃止[1]。
- 1984年（昭和59年）2月1日 - 荷物の取り扱いを廃止[1]。
- 1986年（昭和61年）11月1日 - 富内線の全線廃止に伴い、廃駅となる[2][5]。

## 駅構造
廃止時点で、単式ホーム1面1線を有する地上駅であった。ホームは、線路の北側（日高町方面に向かって左手側）に存在した。そのほかホームを有さない副本線を1線、本線日高町方の構内端部分から分岐し副本線中間部分に合流する側線、副本線鵡川方から分岐し日高町方に延びる行き止まりの側線、本線日高町方のホーム手前から駅舎側に分岐し駅舎東側のホーム切欠き部分の貨物ホームへの貨物側線を各1線有していた。
職員配置駅となっており、駅舎は構内の北側に位置し、ホーム中央部分に接していた。

## 駅名の由来
当駅が所在した地名より。地名は、アイヌ語の「ポン・ペッ」（pon-pet 小さな川）に由来するという説がある。門別や登別といった地名と同じく、アイヌ語の「ペッ」（pet 川）が含まれている。

## 利用状況
- 1981年度（昭和56年度）の1日当たりの乗降客数は369人[8]。

- 1926年（大正15年）の主要貨物取扱量は、木材が約156,000石、木炭が約229,000俵[9]。（木材は一石0.2783m3、ミズナラの比重0.67で換算して約29,000t、木炭は1俵15kg換算で約3,400t）

## 駅周辺
- 北海道道74号穂別鵡川線
- 北海道道131号平取穂別線
- むかわ町役場穂別総合支所（旧・穂別町役場）
- とまこまい広域農業協同組合（JAとまこまい広域）穂別支所
- 穂別郵便局
- 苫小牧信用金庫穂別代理店
- 鵡川[10]
- 穂別川[10]
- 道南バス穂別営業所

## 駅跡
1999年（平成11年）時点では広い公園となっており、鉄道官舎が建っていた場所には芝生が植えられていた。2011年（平成23年）時点でも同様で、線路跡は散策路に転用されており、公園名は「ふれあい公園」であった。
また、1999年（平成11年）時点では駅跡の富内方に「37 1/2」のキロポストが残存していた。2011年（平成23年）時点では駅跡の豊田方の線路跡に積まれた枕木が残存しており、近くの線路跡には枕木を再利用した柵も残存していた。

## 隣の駅
日本国有鉄道
富内線
豊田駅 - 穂別駅 - 富内駅